# Ribice
Ribice (románul: Ribița) falu Romániában, a Partiumban, Hunyad megyében.

## Nevének eredete
Neve délszláv eredetű, jelentése 'halacska.'

## Fekvése
A Brádi-medencében, Brádtól öt, Dévától 44 kilométerre északnyugatra, a Fehér-Körös jobb partján fekszik. Két, egymástól a patak által elválasztott kompakt falurészből és a hegyoldalakon elszórt településrészekből, gazdaságokból áll. A község 73 km²-es területéből 51,61 km² erdő, 677 rét, 637 szántó és 399 legelő. A szántóföldek többsége a községközpont területén, a Fehér-Körös mentén terül el.

## Népesség

### Etnikai és vallási megoszlás
- 1880-ban 535 lakosából 507 volt román és 12 magyar anyanyelvű; 520 ortodox, hat református és hat római katolikus vallású.
- 2002-ben 602 lakosából 600 volt román és két magyar nemzetiségű; 579 ortodox vallású.

## Története
Határában a római és a középkorban is bányásztak aranyat. Nevének első említése középkori templomának 1417-es alapító feliratán maradt fenn, Ribica alakban (átírás cirillből). 1439-ben Ribicza, 1525-ben Ribicha mare, 1733-ban Ribitze. 1439 és 1525 között a világosvári uradalomhoz tartozott. 1525-ben öt jobbágytelken élő tizennyolc családfőjét számolták össze. A 17–18. században Zaránd vármegye hegyvidéki részének egyik központi helye. Az innen származott Ribitzei család fontos szerepet játszott a megye vezetésében, Ribitzei Albert már 1603-ban főispáni tisztséget viselt. 1710-ben Wellenstein császári csapata közelében verte meg Cserei János és Szentiványi János kurucait. Köznépe az ortodox, nemesi, birtokos családai a református egyházhoz tartoztak. A református templom ülésrendjét 1772-ben szabályozták, az első sorba a Ribitzei, a másodikba a ribicei Nemes, a Balog és a Biális család tagjai ülhettek. A templom a patak bal partján, a híd mellett állt, és a második világháború után bontották el. 1786. november 3-án a felkelt parasztok megostromolták a Ribitzei család udvarházát, és a következő három napban Kozma Pál adatai szerint 36 főt megöltek. Ribice 1846-ban Zaránd vármegye egyik járásának volt a székhelye, de a járást a későbbiekben megszüntették, Ribicét pedig a Körösbányai járásba tagolták be. 1848 őszén a felkelők felgyújtották a református templomot, és megöltek három férfit és egy nőt. 1876-ban csatolták Hunyad megyéhez.

## Látnivalók
- A Szent Miklós ortodox templom a 14. század végén vagy a 15. század elején épült. Alaprajza az eredeti, négyszögű hajóval és négyszögű szentéllyel. Tornya gótikus hatást mutat. Az 1869–70-es felújítás során belső festésének egy részét elpusztították. 1868-ban Nemes Ödön tette közzé mára elveszett, 1404-ből és 1417-ből származó alapító feliratait. A bizánci stílust a gótikával ötvöző, valószínűleg az 1400-as években készült freskókat részben 1994-ben, részben 2009 óta folyamatosan tárták fel. A votív kép a hajó déli oldalán látható. Az egykori feliratból tudjuk, hogy a képen Vladislav zsupán látható feleségével, Stanával, bátyjával, Miklóssal és annak feleségével, Sorával, amint a templom makettjét felajánlja Szent Miklósnak. Az apszisban két angyalfej, a keleti falon Szent István vértanú, az északi és a déli falon több szent, köztük Szent Miklós és Nagy Szent Vazul, északi falán az Angyali üdvözlet látható. Különlegesség a magyar szent királyok ábrázolása a déli falon. Szent Imre, Szent István és Szent László bizánci ruhában jelennek meg, az előbbi kettőt ószláv nyelvű feliratok meg is nevezik. Szent Imre neve a feliraton Ambriha. Ha nem ugyanaz a festő alkotta a két képet, a ribicei magyar szent királyok mindenesetre a kristyori templom hasonló ábrázolásának ismeretében készültek.
- A falu „Hozományos láda” (Ladă de zestre) névre keresztelt néprajzi múzeumát egy 1929-ben épült házban és a hozzá tartozó portán rendezték be, a 20. század eleji viszonyoknak megfelelően. A kapu mellett egy Ribiczey Ferenc által emeltetett kereszt áll.

## Gazdaság
- Kiemelkedő diótermesztése.
- A faluban honos ribicei alma a danzigi bordás helyi változata, lapos, közepes nagyságú.[5] Egyéb helyi tájfajták a királyi és a ribicei zöldalma.[6]

## Híres emberek
Itt született 1847-ben Nemes Ödön marosvásárhelyi polgáriskolai tanár, író, újságíró.

## Jegyzetek

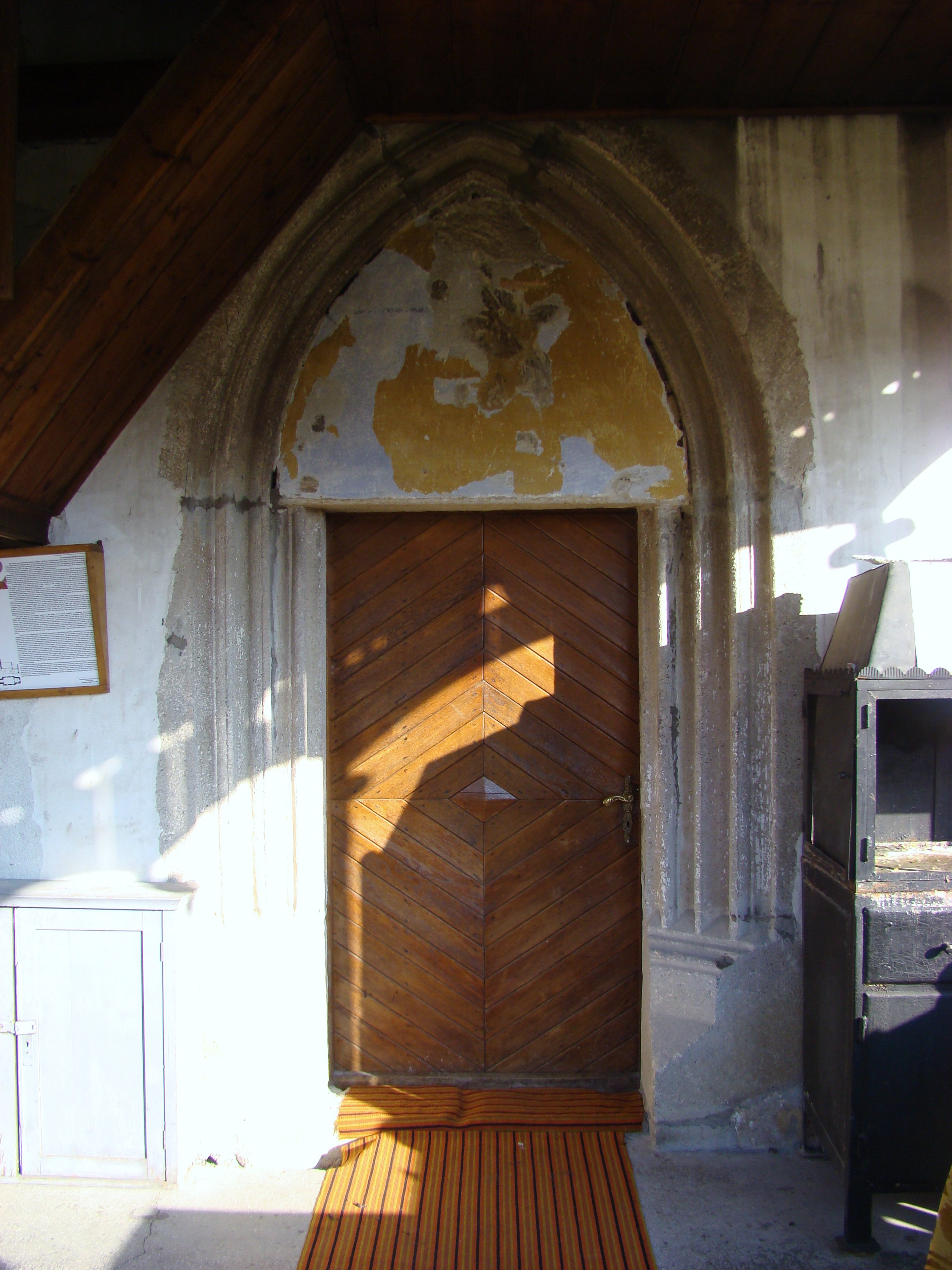
Gótikus kapuzat